# Майя Виткова
Майя Виткова e българска филмова режисьорка.

## Биография
Родена е на 27 май 1978 г. в София. Завършва Националната академия за театрално и филмово изкуство „Кръстьо Сарафов“ с магистърска степен по режисура през 2001 г. До 2006 г. работи като асистент-режисьор и кастинг-режисьор за над 20 филмови и телевизионни продукции, сред които и New Europe: Eastern Delight (2007) на Майкъл Пейлин.
Изпълнителна продуцентка на независимата продукция „Източни пиеси“ от 2008 г. на режисьора Камен Калев, която има над 10 награди от фестивали в Токио, Братислава, Варшава, София. В началото на 2009 г. основава независимата компания Viktoria Films. Заедно със Светослав Драганов режисира 27-минутния документален филм „Майки и дъщери“ от 2006 г. Самостоятелен дебют в късометражното кино режисьорката прави със „Станка се прибира вкъщи“ през 2010 г. През 2011 г. режисира „Моят уморен баща“, а през 2014 г. е режисьорка и сценаристка на филма „Виктория“.

## Филмография

### Като актриса
- Пясъчен часовник (тв, 1999) – нервната
- България - това съм аз (1999)